# Giraumont (Oise)
Pour les articles homonymes, voir Giraumont.
Giraumont est une commune française située dans le département de l'Oise, en région Hauts-de-France.

## Géographie
| Villers-sur-Coudun |           | Mélicocq       |
|                    | Giraumont |                |
| Coudun             |           | Longueil-Annel |

### Hydrographie
La commune est située dans le bassin Seine-Normandie. Elle n'est drainée par aucun cours d'eau,.

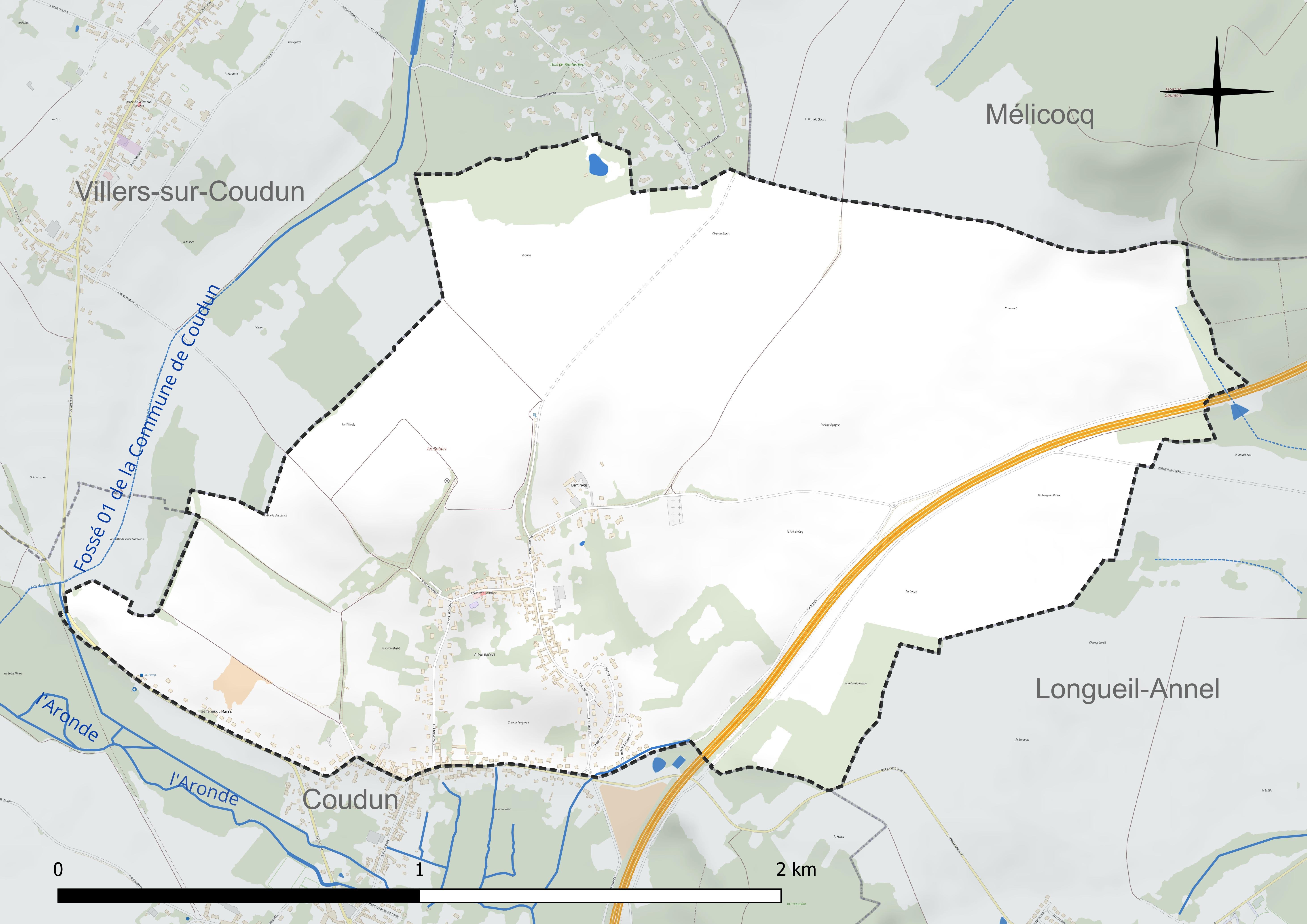
Réseau hydrographique de Giraumont.

### Climat
Pour des articles plus généraux, voir Climat des Hauts-de-France et Climat de l'Oise.
En 2010, le climat de la commune est de type climat océanique dégradé des plaines du Centre et du Nord, selon une étude du CNRS s'appuyant sur une série de données couvrant la période 1971-2000. En 2020, Météo-France publie une typologie des climats de la France métropolitaine dans laquelle la commune est dans une zone de transition entre le climat océanique et le climat océanique altéré et est dans la région climatique  Nord-est du bassin Parisien, caractérisée par un ensoleillement médiocre, une pluviométrie moyenne régulièrement répartie au cours de l'année et un hiver froid (3 °C). 
Pour la période 1971-2000, la température annuelle moyenne est de 10,4 °C, avec une amplitude thermique annuelle de 14,9 °C. Le cumul annuel moyen de précipitations est de 691 mm, avec 10,8 jours de précipitations en janvier et 8,4 jours en juillet. Pour la période 1991-2020, la température moyenne annuelle observée sur la station météorologique la plus proche, située sur la commune de Margny-lès-Compiègne à 5 km à vol d'oiseau, est de 11,2 °C et le cumul annuel moyen de précipitations est de 633,5 mm,. Pour l'avenir, les paramètres climatiques de la commune estimés pour 2050 selon différents scénarios d'émission de gaz à effet de serre sont consultables sur un site dédié publié par Météo-France en novembre 2022.
| Mois                                  | jan.          | fév.           | mars           | avril         | mai             | juin          | jui.          | août           | sep.          | oct.          | nov.             | déc.             | année     |
| ------------------------------------- | ------------- | -------------- | -------------- | ------------- | --------------- | ------------- | ------------- | -------------- | ------------- | ------------- | ---------------- | ---------------- | --------- |
| Température minimale moyenne (°C)     | 1,5           | 1,8            | 3,4            | 5,4           | 8,8             | 11,5          | 13,3          | 13,3           | 10,5          | 8,2           | 4,7              | 2,2              | 7         |
| Température moyenne (°C)              | 3,9           | 4,8            | 7,5            | 10,5          | 13,8            | 16,9          | 19            | 18,9           | 15,6          | 12            | 7,5              | 4,5              | 11,2      |
| Température maximale moyenne (°C)     | 6,4           | 7,9            | 11,6           | 15,5          | 18,8            | 22,2          | 24,7          | 24,6           | 20,7          | 15,9          | 10,3             | 6,9              | 15,5      |
| Record de froid (°C) date du record   | −15 07.01.09  | −10,3 07.02.12 | −10,4 13.03.13 | −4,8 07.04.21 | −0,6 07.05.1997 | 3,1 01.06.06  | 4,9 03.07.11  | 4,9 28.08.1998 | 0,5 30.09.18  | −4,6 28.10.03 | −10,4 24.11.1998 | −11,3 29.12.1996 | −15 2009  |
| Record de chaleur (°C) date du record | 14,8 09.01.15 | 19 27.02.19    | 25,1 31.03.21  | 27,5 19.04.18 | 30,6 27.05.05   | 35,5 18.06.22 | 41,5 25.07.19 | 39,2 12.08.03  | 34,8 15.09.20 | 28,2 01.10.11 | 20,2 06.11.18    | 16,4 07.12.00    | 41,5 2019 |
| Précipitations (mm)                   | 50,9          | 44,9           | 42,7           | 42,1          | 57,7            | 54,4          | 56,6          | 62,9           | 43,9          | 60,2          | 52,6             | 64,6             | 633,5     |

## Urbanisme

### Typologie
Au 1er janvier 2024, Giraumont est catégorisée ceinture urbaine, selon la nouvelle grille communale de densité à sept niveaux définie par l'Insee en 2022.
Elle est située hors unité urbaine. Par ailleurs la commune fait partie de l'aire d'attraction de Compiègne, dont elle est une commune de la couronne,. Cette aire, qui regroupe 101 communes, est catégorisée dans les aires de 50 000 à moins de 200 000 habitants,.

### Occupation des sols
L'occupation des sols de la commune, telle qu'elle ressort de la base de données européenne d'occupation biophysique des sols Corine Land Cover (CLC), est marquée par l'importance des territoires agricoles (89,3 % en 2018), une proportion identique à celle de 1990 (89,3 %). La répartition détaillée en 2018 est la suivante : 
terres arables (70,2 %), zones agricoles hétérogènes (19 %), forêts (5,9 %), zones urbanisées (4,8 %). L'évolution de l'occupation des sols de la commune et de ses infrastructures peut être observée sur les différentes représentations cartographiques du territoire : la carte de Cassini (XVIIIe siècle), la carte d'état-major (1820-1866) et les cartes ou photos aériennes de l'IGN pour la période actuelle (1950 à aujourd'hui).

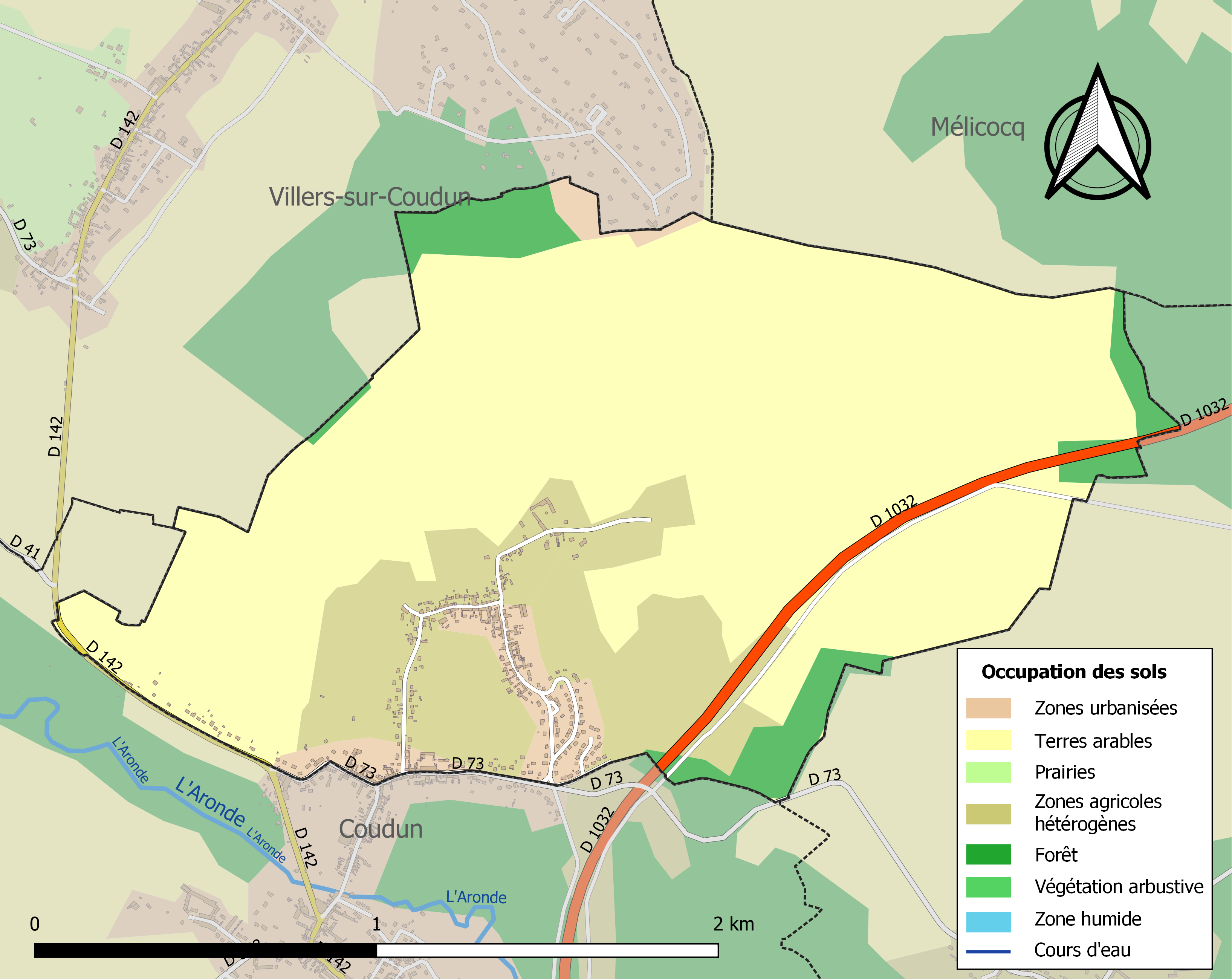
Carte des infrastructures et de l'occupation des sols de la commune en 2018 (CLC).

### Voies de communication et transports
La commune est desservie, en 2023, par les lignes 654, 655, 6306 et 6311 du réseau interurbain de l'Oise.

## Toponymie
Le nom de la localité est attesté sous les formes de Genoldi monte (1106) ; de Gyroudi monte (1204) ; Gyromons (1230) ; Gyromont (1304) ; Geriaumont (1308) ; de Giromonte (vers 1320) ; geramont (vers 1400) ; geraumont (vers 1400) ; Giraulmont (1540) ; Gyraulmont (1540) ; Giromont (1667) ; Giraumont (XIXe).

## Histoire
La commune faisait partie de Coudun avant 1833[réf. nécessaire].

## Politique et administration
| Période                                  | Période                        | Identité           | Étiquette | Qualité                        |
| ---------------------------------------- | ------------------------------ | ------------------ | --------- | ------------------------------ |
| Les données manquantes sont à compléter. |                                |                    |           |                                |
| mai 1945                                 | mars 1953                      | Alphonse Brandon   |           |                                |
| mai 1953                                 | mars 1959                      | René Rodier        |           |                                |
| mars 1959                                | mars 1965                      | Georges Herlaut    |           |                                |
| mars 1965                                | mars 1977                      | Hippolyte Malpelat |           |                                |
| mars 1977                                | mars 1983                      | Jean Pétel         |           |                                |
| mars 1983                                | mars 2001                      | Claude Kastel      |           |                                |
| mars 2001                                | En cours (au 4 septembre 2014) | Michel Guibert     | PRG       | Réélu pour le mandat 2014-2020 |

## Population et société

### Démographie

#### Évolution démographique
L'évolution du nombre d'habitants est connue à travers les recensements de la population effectués dans la commune depuis 1836. Pour les communes de moins de 10 000 habitants, une enquête de recensement portant sur toute la population est réalisée tous les cinq ans, les populations de référence des années intermédiaires étant quant à elles estimées par interpolation ou extrapolation. Pour la commune, le premier recensement exhaustif entrant dans le cadre du nouveau dispositif a été réalisé en 2006.

En 2022, la commune comptait 524 habitants, en évolution de −3,5 % par rapport à 2016 (Oise : +0,87 %, France hors Mayotte : +2,11 %).
| 1836 | 1841 | 1846 | 1851 | 1856 | 1861 | 1866 | 1872 | 1876 |
| ---- | ---- | ---- | ---- | ---- | ---- | ---- | ---- | ---- |
| 316  | 342  | 351  | 350  | 320  | 326  | 325  | 390  | 318  |

| 1881 | 1886 | 1891 | 1896 | 1901 | 1906 | 1911 | 1921 | 1926 |
| ---- | ---- | ---- | ---- | ---- | ---- | ---- | ---- | ---- |
| 322  | 330  | 351  | 331  | 322  | 335  | 312  | 240  | 264  |

| 1931 | 1936 | 1946 | 1954 | 1962 | 1968 | 1975 | 1982 | 1990 |
| ---- | ---- | ---- | ---- | ---- | ---- | ---- | ---- | ---- |
| 237  | 229  | 243  | 258  | 277  | 256  | 301  | 331  | 504  |

| 1999 | 2006 | 2011 | 2016 | 2021 | 2022 | - | - | - |
| ---- | ---- | ---- | ---- | ---- | ---- | - | - | - |
| 585  | 574  | 534  | 543  | 527  | 524  | - | - | - |

#### Pyramide des âges
La population de la commune est relativement âgée.
En 2018, le taux de personnes d'un âge inférieur à 30 ans s'élève à 26,6 %, soit en dessous de la moyenne départementale (37,3 %). À l'inverse, le taux de personnes d'âge supérieur à 60 ans est de 29,6 % la même année, alors qu'il est de 22,8 % au niveau départemental.
En 2018, la commune comptait 271 hommes pour 268 femmes, soit un taux de 50,28 % d'hommes, légèrement supérieur au taux départemental (48,89 %).
Les pyramides des âges de la commune et du département s'établissent comme suit.
| Hommes | Classe d’âge | Femmes |
| ------ | ------------ | ------ |
| 0,7    | 90 ou +      | 0,0    |
| 5,8    | 75-89 ans    | 9,1    |
| 20,3   | 60-74 ans    | 23,3   |
| 28,8   | 45-59 ans    | 26,4   |
| 14,3   | 30-44 ans    | 18,2   |
| 13,6   | 15-29 ans    | 9,7    |
| 16,5   | 0-14 ans     | 13,3   |

| Hommes | Classe d’âge | Femmes |
| ------ | ------------ | ------ |
| 0,5    | 90 ou +      | 1,4    |
| 5,5    | 75-89 ans    | 7,6    |
| 15,6   | 60-74 ans    | 16,3   |
| 20,8   | 45-59 ans    | 20     |
| 19,4   | 30-44 ans    | 19,4   |
| 17,6   | 15-29 ans    | 16,2   |
| 20,6   | 0-14 ans     | 19,1   |

## Lieux et monuments

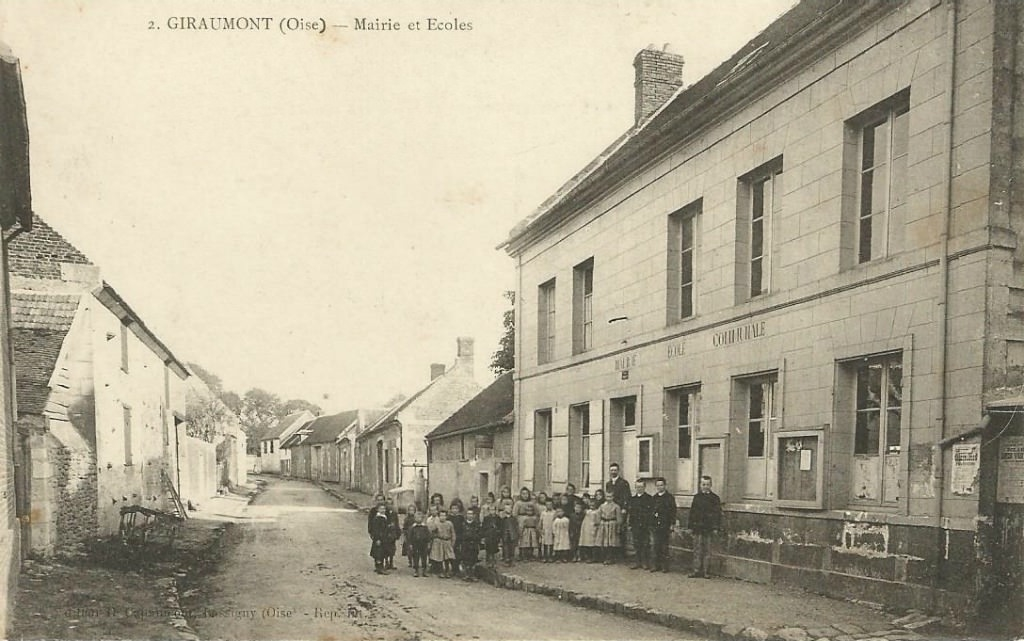
Carte postale du village au début du XXe siècle.